# Clinodiplosis contracta
Clinodiplosis contracta är en tvåvingeart som först beskrevs av Ephraim Porter Felt 1908.  Clinodiplosis contracta ingår i släktet Clinodiplosis och familjen gallmyggor. Inga underarter finns listade i Catalogue of Life.